# Wish I Could Fly
Wish I Could Fly è un singolo del duo svedese Roxette, pubblicato il 1º febbraio 1999 come primo estratto dal sesto album in studio Have a Nice Day.

## Descrizione
Il brano, scritto da Per Gessle, segna il ritorno sulle scene dopo tre anni di silenzio, ma soprattutto diventa il loro maggior successo dai tempi di Sleeping in My Car del 1994.
Ha ottenuto un ottimo riscontro di pubblico alla sua uscita.
Nel Regno Unito, il singolo è riuscito ad arrivare all'undicesima posizione, diventando il miglior risultato per i Roxette dai tempi di Almost Unreal.
Wish I Could Fly si è inoltre piazzato nella top 10 di Svezia e Finlandia, e nella top 20 in Austria, Svizzera e Norvegia.
Benché l'album Have a Nice Day non sia stato pubblicato negli Stati Uniti, la Edel Music ha distribuito il singolo di Wish I Could Fly con la riedizione del greatest hits Don't Bore Us, Get to the Chorus!, ed è riuscito a raggiungere la posizione 27 nella classifica U.S. Adult Contemporary Chart nei primi mesi del 2000.
Nei paesi in lingua spagnola, il brano è stato distribuito con il titolo Quisiera Volar per l'airplay radiofonico.

## Video musicale
Il videoclip è stato diretto da Jonas Åkerlund.

## Tracce
CD-Cardboard
1. Wish I Could Fly – 4:40
2. Happy Together – 4:13

CD-Maxi (EU)
1. Wish I Could Fly – 4:40
2. Happy Together – 4:13
3. Wish I Could Fly (Demo 1997) – 4:13

CD-Maxi (UK)
1. Wish I Could Fly – 4:40
2. Happy Together – 3:55
3. Wish I Could Fly (Tee's In House Mix) – 7:57

- pubblicato nel Regno Unito, come CD#1

CD-Maxi (EU) Wish I Could Fly Remixes
1. Wish I Could Fly (Tee's Radio Mix) – 4:02
2. Wish I Could Fly (Tee's In House Mix) – 7:57
3. Wish I Could Fly (StoneBridge R&B Mix) – 4:34
4. Wish I Could Fly (StoneBridge Club Mix) – 6:33

- pubblicato anche nel Regno Unito, come CD#2

## Classifiche
| Classifica (1999) | Posizione più alta |
| ----------------- | ------------------ |
| Svizzera          | 12                 |
| Austria           | 11                 |
| Francia           | 80                 |
| Paesi Bassi       | 35                 |
| Belgio            | 18                 |
| Svezia            | 4                  |
| Finlandia         | 9                  |
| Norvegia          | 13                 |
| Italia            | 4                  |